# Лимка
Лимка (прежнее название Илимка) — река в северной части Свердловской области, в городских округах Краснотурьинск (исток и устье) и  Карпинск (основное течение). Устье реки находится в 59 км по левому берегу реки Турья. Длина реки составляет 10 км.
Система водного объекта: Турья → Сосьва → Тавда → Тобол → Иртыш → Обь → Карское море.
Берёт начало у  садового товарищества Брусничный, примерно в 5 км севернее Краснотурьинска, течёт на юго-запад, затем юго-восток. Впадает в Краснотурьинское водохранилище, образуя залив. Высота устья — 175,1 м над уровнем моря.

## Данные водного реестра
По данным государственного водного реестра России относится к Иртышскому бассейновому округу, водохозяйственный участок реки — Сосьва от истока до водомерного поста у деревни Морозково, речной подбассейн реки — Тобол. Речной бассейн реки — Иртыш.
Код объекта в государственном водном реестре — 14010502412111200010325.